# Die Diebin von Bagdad
Die Diebin von Bagdad ist ein deutscher Schlagerfilm von Carl Lamac aus dem Jahr 1952.

## Handlung
Kalif Omar hat es nicht leicht. Er ist ein schwacher Herrscher, dem die Diener auf der Nase herumtanzen. In der Ehe hat Frau Suleika die Hosen an und weist ihrem Gatten so wenig Geld zu, dass er nicht einmal die Eunuchen bestechen kann, die seinen Harem bewachen. Ohne Geld wiederum wird er nicht in seinen Harem eingelassen und ist frustriert. Eines Tages eröffnet ihm Suleika, dass sie den Prinzen Ali zu Besuch erwartet. Er hat gerade die Staatsgrenze überschritten und hält sich in einem Gebiet auf, in dem der König der Wegelagerer Achmed sein Unwesen treibt. Suleika schickt Wächter los, die Ali sicher zum Bagdader Palast bringen sollen. Ali hat unterdessen ein Prestigeproblem, ist sein Kamel, das er als Gastgeschenk mitgebracht hat, doch auf der Reise verstorben. Er lässt nach einer schönen Frau suchen, die er dem Kalifen für seinen Harem schenken könnte. Die Wahl seiner Wachen fällt auf Fatme, die schön singen und tanzen kann, dabei jedoch ihre Zuschauer beraubt. Fatme zieht mit dem Gaukler und Magier Ibrahim umher, der gerade nach einem Verjüngungszauber sucht. Das Zauberwort, das er dabei ausspricht, führt jedoch zu einem Gestaltwechsel von ihm und Fatme. Er steckt nun in ihrem Körper, während Fatme sich im Greisenkörper von Ibrahim wiederfindet. Ibrahim in der Gestalt von Fatme wird von Alis Männern entführt. Wenig später überfällt Achmed Ali und findet dabei auch die vermeintliche junge Frau, die er spontan verführen will. Ibrahim stiehlt ihm einen Ohrring und kann anschließend fliehen. Er und Fatme gelangen nach Bagdad, wo sie den Zauber aufheben können.
Achmed hat unterdessen Alis Identität angenommen, wollte er doch sowieso in den Kalifenpalast kommen, um den Staatsschatz zu rauben. Er zieht mit seinen Bandenmitgliedern Hadschi und Ommar in Bagdad ein und heuchelt vor der ältlichen Kalifin großes Interesse. Am Ende ist es Hadschi, der von Suleika über heftiges Flirten die Lage des Staatsschatzes erfahren will. Fatme hatte von Suleika kurz zuvor ein kostbares Gewand gestohlen und wird seither von den Palastwachen verfolgt. Über einen Zufall gelangt sie in den Palast und wird Teil einer Tanzdarbietung. Die Wächter erkennen in ihr die Diebin, Achmed die junge Frau, in die er sich in der Wüste vor Bagdad verliebt hatte, und Kalif Omar wiederum einen potenziellen Neuzugang für seinen Harem. Nach dem Ende der Darbietung wird Fatme zunächst von Achmed abgefangen, der sich wundert, dass die junge Frau ihn noch nie gesehen haben will. Kurz darauf wird Fatme von den Palastwächtern gefangen genommen. Suleika will sie zu einer schweren Strafe verurteilen, doch kann Fatme ihr Urteil mildern, weil sie der Kalifin einen Zauberspruch verrät, der die Männer in sie verliebt machen soll. In Wirklichkeit handelt es sich um den Spruch, der sie in einen anderen Körper versetzt. Fatme kommt normal ins Gefängnis und Achmed verspricht, sie zu befreien.
Mit einem Trick hat sich Kalif Omar Zutritt zu seinem Harem verschafft, landet jedoch über eine Tricktür außerhalb des Palastes. Hier trifft er auf Ibrahim, der bisher vergeblich nach Fatme gesucht hat. Er schlüpft per Zauberspruch in Omars Körper und sucht im Palast nach ihr. Sein plötzlich selbstbewusstes und bestimmtes Auftreten verschafft ihm Respekt vor seinen Dienern. Er findet Fatme jedoch nicht und tauscht wenig später erneut den Körper mit dem Kalifen. Der zeigt sich zurück im Palast erfreut, dass seine Untergebenen ihn plötzlich achten. Eher unfreiwillig haben wiederum Hadschi und Suleika ihre Körper getauscht, doch kann Hadschi so mit Achmed und Ommar in die geheimen Schatzkammern des Palastes vordringen. Irgendwann gelingt Fatme die Flucht und sie schließt sich dem Trio an. Der Raub des Schatzes misslingt jedoch und das Trio wird verhaftet. Fatme erfährt nun, dass Achmed gar kein Prinz, sondern nur ein gewöhnlicher Krimineller ist. Achmed wird festgenommen und zum Tode verurteilt. Der Kalif stellt Fatme vor die Wahl, mit einer Einwilligung in die Ehe das Leben Achmeds zu retten, und Fatme stimmt zu. Die Hochzeit mit dem Kalifen beginnt wenig später, doch der will Achmed und Hadschi dennoch hinrichten lassen. Beiden gelingt es, die Wärter zu überwältigen und Fatme aus dem Palast zu schmuggeln. Sie und Achmed werden ein Paar und Ibrahim, der Fatme immer geliebt hat, gibt sie auf.

## Produktion
Die Diebin von Bagdad war die letzte Inszenierung Carl Lamacs, der wenige Monate später verstarb. Der Film wurde in den Ateliers der Jungen Film-Union in Bendestorf hergestellt. Die Produktionskosten beliefen sich auf 930.000 DM. Um für den Film eine Sicherheit in Form der Ausfallbürgschaft des Bundes zu erhalten, musste Die Diebin von Bagdad der Frankfurter Revisions- und Treuhand-GmbH vorgelegt werden. Diese kritisierte nach ihrer Begutachtung zahlreiche Dialoge und Szenen des Films, die auf die Gegenwart bezogen werden konnten und Kritik unter anderem am Steuersystem enthielten. Um die Bundesausfallbürgschaft für den Film zu erhalten, ließ Produzent Fritz Kirchhoff sämtliche beanstandeten Szenen aus dem Film entfernen. In den Vorspann baute er jedoch ein Bild ein, in dem eine Frau in Gestalt der Freiheitsstatue, jedoch im orientalischen Kostüm, einen Buchstaben des Titels mit einer Schere abschneidet – ein Hinweis auf die erzwungenen Schnitte im Film. Am 10. April 1952 erlebte Die Diebin von Bagdad im Filmtheater Zeil in Frankfurt am Main seine Premiere.
Die Kostüme schuf Paul Seltenhammer, das Filmbauten stammen von Heinrich Beisenherz und Alfred Bütow. Die Produktionsleitung lag in den Händen von Gustav Kampendonk und Werner Fischer.
Im Film tanzen Gisela Deege, Toni Auler, Gert Reinholm, Ernst Bredow und Rolf Arco, wobei letzterer auch die Choreografie des Films verantwortete.
Die Filmmusik stammt von Lotar Olias, die Liedtexte schrieb Kurt Schwabach. Der Chorgesang im Film stammt vom Sunshine-Quartett. Es dirigiert Harry Hermann, es spielt das NWDR-Orchester. An der Hammond-Orgel ist Gerhard Gregor zu hören. Mehrfach werden verschiedene Lieder gesungen:
- Sonja Ziemann: Wir schaukeln uns ganz sachte durch das Leben (Walzer)
- Sonja Ziemann und Rudolf Prack: Du bist die Liebe (Foxtrott)
- Theo Lingen und die Peheiros: Diesen Tango tanz ich nur mit dir! (Tango)
- Fita Benkhoff; Liselotte Malkowsky und das Sunshine-Quartett: Tausend und eine Nacht (Langsamer Walzer)
- Gustav von Meyerinck: Aladin

## Kritik
Der Film wurde vom Verleih als „eine märchenhaft moderne Lustspiel-Revue im Stil von ‚Tausendundeine Nacht‘“ beworben. Die zeitgenössische Hamburger Kritik nannte Die Diebin von Bagdad den „mißlungensten Film des Monats“.
Für den film-dienst war Die Diebin von Bagdad eine „altmodische Klamotte, angesiedelt im Milieu der ‚1001 Nacht‘-Geschichten, die unter deutlichem Mangel an Witz und Geschmack leidet.“